# Stanley Karnow

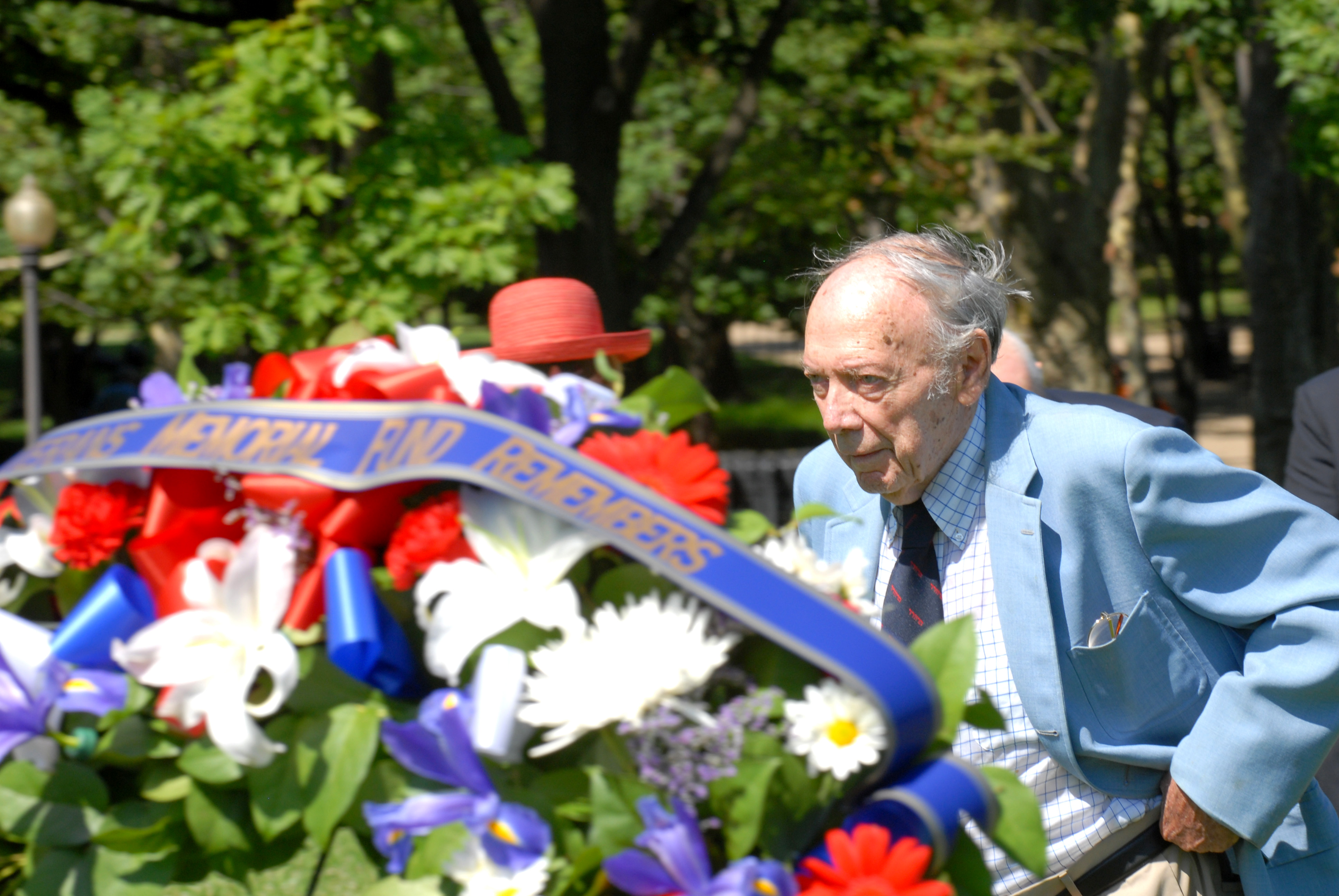
Stanley Karnow

Stanley Karnow (* 4. Februar 1925 in Brooklyn, New York; † 27. Januar 2013) war ein US-amerikanischer Journalist und Historiker. Seine Abhandlung Vietnam: A History über den Vietnamkrieg, gehört zu den Standardwerken des Konflikts in Vietnam.

## Leben
Karnow wurde als Sohn eines jüdisch-ungarischen Immigranten geboren. Nachdem er im Zweiten Weltkrieg seinen Militärdienst für die United States Air Force in China, Indien und Birma geleistet hatte, schloss er 1947 sein Studium in Harvard mit einem Bachelor ab. Anschließend studierte er in Frankreich und begann 1950 in Paris als Auslandskorrespondent für Time zu arbeiten.
Für Time, Life und die Washington Post berichtete Karnow als Korrespondent in Asien von 1959 bis 1974. Als einer der ersten amerikanischen Journalisten berichtete Karnow vor Ort über den Vietnamkrieg. Durch seine einflussreichen und zugleich kritischen Artikel über den Einsatz der Streitkräfte der Vereinigten Staaten wurde er schnell zu einem Dorn im Auge vieler politischer Entscheidungsträger im Weißen Haus.
Karnow wurde für sein journalistisches Engagement mehrfach ausgezeichnet. 1990 erhielt er den Pulitzer-Preis für Geschichte. 2013 starb Stanley Karnow im Alter von 87 Jahren.

## Bücher (Auswahl)
- Vietnam: A History. zuletzt 2. Auflage 1997, Penguin Books, New York, ISBN 0-14-026547-3.
- In Our Image: America's Empire in the Philippines. 1989, ISBN 0-394-54975-9.
- Mao and China: From Revolution to Revolution. 1972
- Mao and China: Inside China's Cultural Revolution. ISBN 0-14-007221-7.
- Paris in the Fifties: a memoir. 1997, ISBN 0-8129-2781-8.